# Trilveen (natuurdoeltype)
Trilveen  is een natuurdoeltype dat voorkomt in laagveengebieden als verlandingsvegetatie bij kleinere plassen waar geen golfslag optreedt. Bij hoge uitzondering komt het natuurdoeltype voor buiten laagveengebieden. De vegetatie bestaat voornamelijk uit mossen en planten die behoren tot de familie van de cypergrassen (Cyperaceae), riet (Phragmites australis) en kruidachtige vegetatie. De bodem heeft over het algemeen het waterregime zeer nat met een ondiepe grondwaterstand die meestal tot maaiveldhoogte reikt. Het natuurdoeltype overstroomt echter nooit met oppervlaktewater. De vegetatie wordt voornamelijk gevoed door regenwater en grondwater. De bodem heeft een neutrale pH-waarde, is meso-eutroof en bestaat voornamelijk uit moerasveen. Het natuurdoeltype heeft een oppervlakte van minstens 0,5 ha nodig om zichzelf in stand te houden en komt overeen met het habitattype overgangs- en trilveen uit de habitatrichtlijn.

## Plantengemeenschappen
Binnen het natuurdoeltype trilveen komen slechts twee plantengemeenschappen voor.
| Nederlandse naam                             | Wetenschappelijke naam            |
| -------------------------------------------- | --------------------------------- |
| associatie van moerasstruisgras en zompzegge | Carici curtae-Agrostietum caninae |
| associatie van schorpioenmos en ronde zegge  | Scorpidio-Caricetum diandrae      |